# Суперкубок Андорри з футболу 2012
Суперкубок Андорри з футболу 2012 — 10-й розіграш турніру. Матч відбувся 16 вересня 2012 року між чемпіоном Андорри клубом Лузітанос та володарем кубка Андорри клубом Санта-Колома. 
| Володар Суперкубка Андорри 2012 |
| ------------------------------- |
|                                 |
| Лузітанос Перший титул          |

## Матч

### Деталі
| 16 вересня 2012 16:00 (EEST) |

| Лузітанос | 2:1 дч   | Санта-Колома |
| --------- | -------- | ------------ |
|           | Протокол |              |

| Комуналь д'Айшовалль, Айшовалль |